# Фронт национального освобождения Корсики
Фронт национального освобождения Корсики (фр. Front de libération nationale de la Corse, корс. Fronte di Liberazione Naziunale Corsu, FLNC) — национальная сепаратистская организация, базирующаяся на юге Французской республики, ставящая перед собой цель достижение полной политической независимости или же расширения прав автономии Корсики, также признание властями государства «народа Корсики» (по французским законам все граждане государства считаются французами).
Радикалы-националисты группировки за время своего существования совершили более 4 500 террористических актов. В основном это были обстрелы казарм французской полиции и жандармерии, подрывы зарядов у зданий банков, отделений казначейства и налогового ведомства Франции.

## История
Организация впервые упоминается в 1919 году, когда был принят план создания корсиканского парламента и местного правительства. После этого Корсика получила статус особой экономической зоны, но дальше автономии правительство Франции не идёт. Активную террористическую деятельность начала вести с 1976 года, с этого момента жертвами терактов стали сотни людей, в основном, это иностранцы. Денежные средства организация добывает при помощи контрабанды, торговли наркотиками и грабежей.
В 1991 году Конституционный совет Франции запретил формулировку «Корсиканский народ — составная часть французского народа», указав, что есть только «французский народ, состоящий из всех граждан-французов без различия происхождения, расы и религии».
В июне 2014 года группировка боевиков выступающая за независимость корсиканского народа и отделение острова от Франции, заявила об прекращении вооружённой борьбы и переходе на легальные формы деятельности, что они вновь подтвердили в 2016 году.
В настоящее время правительство Франции напряжённо ищет решение корсиканской проблемы на путях компромиссов и взаимных уступок.